# Hatiora rosea
Hatiora rosea là một loài thực vật có hoa trong họ Cactaceae. Loài này được (Lagerh.) Barthlott mô tả khoa học đầu tiên năm 1987.

## Hình ảnh

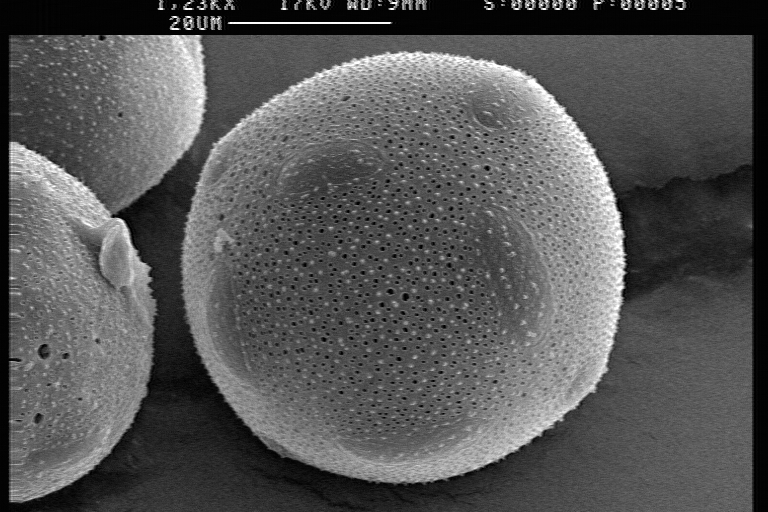
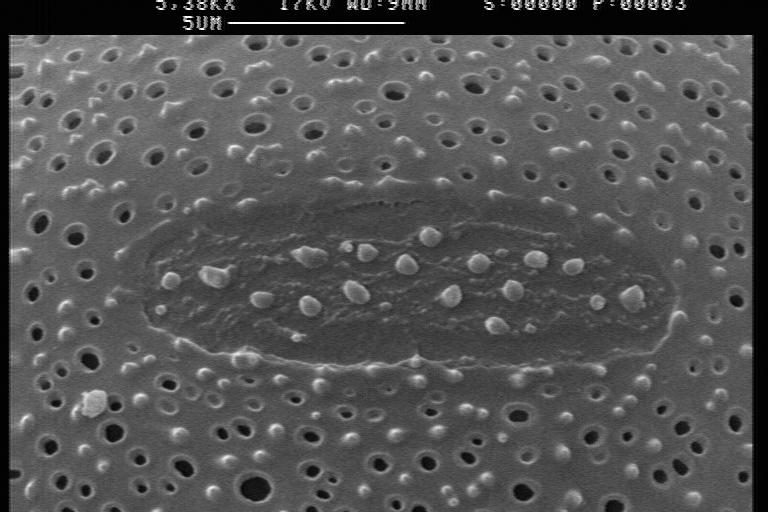
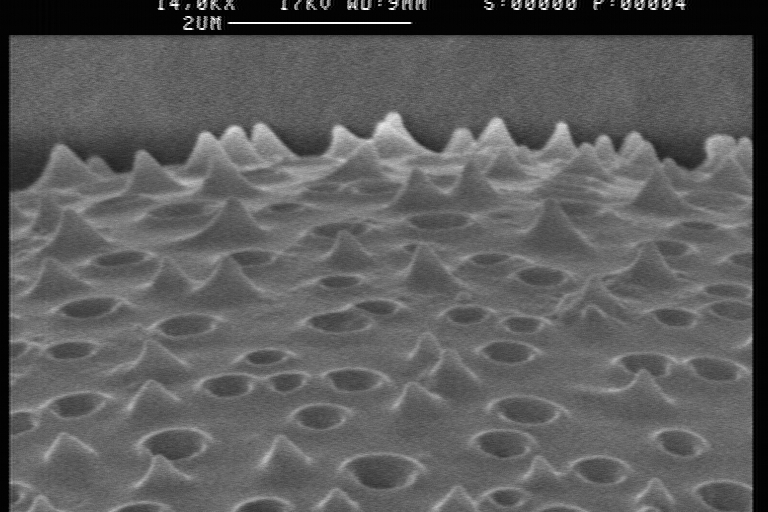